# ويلسون بريان كي
ويلسون بريان كي (بالإنجليزية: Wilson Bryan Key)‏ هو كاتب وصحفي أمريكي، ولد في 31 يناير 1925، وتوفي في 8 أكتوبر 2008.